# Porina constrictospora
Porina constrictospora är en lavart som beskrevs av P. M. McCarthy & Kantvilas. Porina constrictospora ingår i släktet Porina och familjen Porinaceae.   Inga underarter finns listade i Catalogue of Life.